# Anne Nègre
Pour les articles homonymes, voir Nègre.
Anne Nègre, née Anne Bergheim en 1952, est une avocate française.

## Engagement associatif
Anne Nègre soutient  en 2000 sa thèse de doctorat au sujet du cimetière protestant de Nîmes. 
Elle est présidente de l'Association française des femmes diplômées des universités de 2003 à 2005 puis vice-présidente de la Fédération internationale des femmes diplômées des universités de 2010 à 2013. Elle est présidente du groupe européen des femmes diplômées des universités (UWE).
Anne Nègre est invitée à s’exprimer dans des colloques, des symposiums internationaux et dans des institutions internationales. 

## Engagement politique
En 2002, Anne Nègre se présente aux élections législatives dans la deuxième circonscription des Yvelines sous l'étiquette du PRG. Elle échoue au second tour face à Valérie Pécresse.
Elle a été tête de liste « Féministes pour une Europe solidaire » pour la région Sud-Ouest dans le cadre des élections européennes de 2014,.

## Prix et distinctions
- 2002 : Chevalière de l'ordre national du Mérite
- 2008 : Chevalière de la Légion d'honneur[9]

## Publications
- Le Phénomène religieux en Europe, ouvrage collectif, éditions Jacques Flament, 2015.
- Suffragette, la genèse d'une militante d'Emmeline Pankhurst, rédaction de la préface, Éditions Ampelos, 2015.
- Dictionnaire des mondialisations, ouvrage collectif, Armand Colin, 2006.
- Dictionnaire critique de la mondialisation, ouvrage collectif, Armand Colin, 2011.